# 劉煥 (嘉靖武進士)
劉煥（16世紀—16世紀），字用晦，南直隸大河衛軍籍應天府六合縣上三都人，明朝軍事人物。

## 生平
劉煥是嘉靖二十八年（1549年）、三十一年（1552年）、三十四年（1555年）的三科武舉人，三十五年（1556年）成武進士，以軍功任大河衛指揮僉事，任雲梯關守備，陞福山港把總，四十年（1561年）以都指揮體統奉命巡視南京屯田及緝捕盜賊，很快陞署都指揮僉事、山東都司軍攻僉書奉敕總督軍器，再陞為山西都司掌印僉書，四十四年（1565年）充任參將分守揚州衛。他個性忠正有操守、懂得兵略，曾督戰姚家蕩，親自斬殺倭寇，獲都御史李遂推薦，自此得委以重任，而其任官時推卻例賄、餘暇習文事，有儒將風範，未五十歲去世。

## 引用
1. 1 2  萬曆《六合縣志·卷五·人物志》：劉煥 字用晦，上三都人，以直隸大河衛附應襲，登嘉靖己酉、壬子、乙卯鄉試，丙辰會試中式，以軍功歷陞本衛實授指揮僉事，初委守俻雲梯關，陞福山港把總；四十年奉敕巡視南京，屯田緝捕盜賊，以都指揮體統行事，尋陞署都指揮僉事、山東都司軍攻僉書，奉敕總督軍器，再陞山西都司掌印，四十四年奉敕分守揚州等處地方，充參將。煥忠慜清修、素諳韜畧，教水戰、平關稅，嘗督戰姚家蕩，親斬真倭，都御史李公遂薦之，自是屢膺閫寄；𨚫例賄、閑文事，綽有儒將風，薦剡交騰僉其大用，顧未五十而卒，見惜于時，見志畧。
2. ↑  光緒《六合縣志·卷五·人物志》：劉煥，字用晦，上三都人，嘉靖丙辰武進士，以軍功厯陞指揮僉事，初奉敕巡視南京，屯田緝捕盜賊，累陞山西都司掌印，四十四年分守揚州等處地方，充參將，嘗督戰姚家蕩，親斬倭寇。都御史李公遂薦之，自是屢膺閫寄，未五十卒。
3. ↑  嘉慶《重刊江寧府志·卷三十八·仕績》：劉煥，字用晦，六合人，嘉靖丙辰武進士，厯官指揮僉事，奉敕巡視南京，屯田緝捕盜賊，陞山西都司掌印，尋分守揚州，晉官參將，嘗督戰姚家蕩，親斬倭寇有奇功。